# Cerro Cono
El cerro Cono  es una montaña en el campo de hielo patagónico sur con una altitud de 2375 metros sobre el nivel del mar. Se encuentra en la provincia de Santa Cruz, Argentina y forma parte del parque nacional Los Glaciares. Previamente al acuerdo de 1998 entre Argentina y Chile este cerro era considerado como limítrofe por Chile.
El terreno alrededor de Cerro Cono es montañoso en el sureste, pero en el noroeste es una colina.
Cerro Cono está casi totalmente cubierto de hielo. El clima es ártico. La temperatura media es de -6 °C. El mes más cálido es febrero, a -2 °C, y el más frío es junio, a -12 °C. La precipitación media es de 677 milímetros por año. El mes más lluvioso es junio, con 115 milímetros de lluvia, y el más seco es diciembre, con 28 milímetros.